# Stuck - The Chronicles of David Rea
(STUCK)
Stuck - The Chronicles of David Rea è una webserie italiana girata interamente in lingua inglese (con possibilità di aggiungere sottotitoli in italiano).

## Produzione
La serie, girata a Roma, è stata preceduta nel novembre 2011 da un prologo on line. Il primo episodio è stato reso disponibile il 25 marzo 2012 e, nel giro di due settimane, ha totalizzato oltre 25.000 contatti, di cui il 65,9% proveniente dagli Stati Uniti, il 31,3% dall'Italia e il restante 2,8% da altre nazioni, segno che la scelta di produrre la serie in lingua inglese è stata vincente.

## Cast
Nel ruolo del protagonista David Rea: Riccardo Sardonè, già noto al pubblico per il film Scusa ma ti chiamo amore e la nona e decima stagione di Incantesimo.
Nel cast anche Ivana Lotito, Stefano Masciolini, Vincenzo Alfieri, Valentina Izumi, Gaia Scodellaro, Mark Lawrence e Carla Cassola e Giulio Pampiglione come guest star.

## Trama
La serie narra delle tortuose vicende dell'emotional trainer David Rea impegnato, in ogni episodio, a sbloccare un cliente affetto da qualche strano problema.

## Episodi
| n° | Titolo                            | Pubblicazione    |
| -- | --------------------------------- | ---------------- |
| 0  | Prologue                          | 29 novembre 2011 |
| 1  | The Observer Effect               | 25 marzo 2012    |
| 2  | Sex does not exist                | 2 maggio 2012    |
| 3  | Reproduction is something serious | 16 maggio 2012   |
| 4  | Electra complex party             | 30 maggio 2012   |
| 5  | To defend the Weak                | 13 giugno 2012   |
| 6  | Men don't change                  | 27 giugno 2012   |
| 7  | Countdown to Extinction           | 3 ottobre 2012   |
| 8  | The annunciation                  | 17 ottobre 2012  |
| 9  | STEP 9                            | 24 gennaio 2013  |
| 10 | Learning to dance                 | 6 febbraio 2013  |